# Молоткообразная деформация пальцев стопы

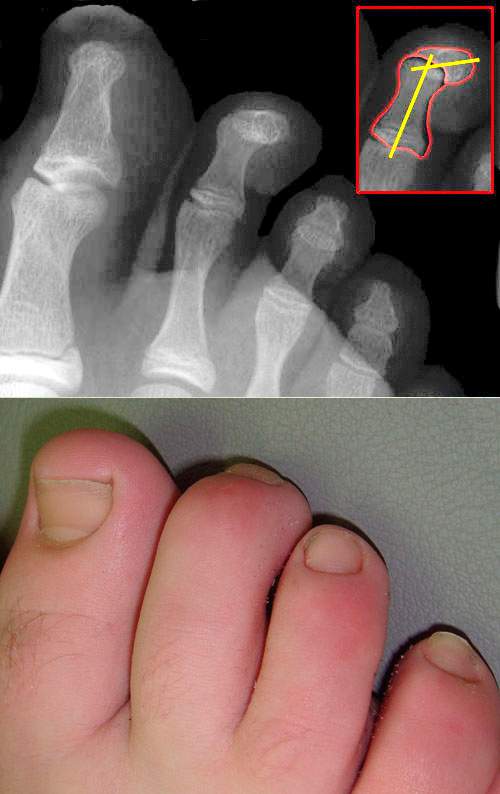
Молоткообразная деформация II пальца правой стопы. Направления осей фаланг пальца на рентгенограмме. Внешний вид.

Молоткообразная деформация пальцев стопы (молоткообразные пальцы) — это наиболее распространённая деформация второго, третьего и четвертого пальцев стопы. Проявляется из-за сгибательной контрактуры проксимального межфалангового сустава, переразгибания плюснефалангового и дистального межфалангового суставов. В результате чего пальцы приобретают форму молоточка. Молоткообразная деформация пальцев стопы — это следствие сложной общей деформации стопы. Данная деформация возникает вследствие нарушения натяжения сухожилий мышц-сгибателей, а также из-за снижения подвижности межфаланговых суставов пальцев стопы. При снижении активности пальцев суставы как бы фиксируются в согнутом состоянии.
Очень часто молоткообразная деформация пальцев сопровождается такими ортопедическими патологиями как: вальгусная деформация большого пальца, поперечное плоскостопие, церебральный паралич, полиомиелит, миелодиспластическая полая стопа и др. Данная деформация стопы опасна таким осложнением, как развитие отстеоартроза вследствие подвывиха фаланг пальцев. Также при этом недуге образуются большие мозоли и натоптыши из-за сильного давления и постоянного трения обуви.

## Этиология
В литературе выделяют следующие причины появления молоткообразной деформации пальцев:
- распластывание поперечного свода стопы;
- вальгусное отклонение первого пальца стопы;
- анатомические особенности стопы;
- дегенеративные и воспалительные заболевания суставов стопы;
- предшествующие операции на переднем отделе стопы;
- травмы переднего отдела стопы.

## Классификация
Существует множество классификаций молоткообразаной деформации пальцев стопы. В отечественной литературе ведущей классификацией является классификация М. И. Куслика:
| Степень | Клиническая картина                                                        | Рентгенологическая картина                         |
| ------- | -------------------------------------------------------------------------- | -------------------------------------------------- |
| I       | Деформация, при которой палец выпрямляется при пассивных движения.         | Соотношения в плюснефаланговом суставе не нарушены |
| II      | Палец пассивно не может быть полностью выведен в физиологическое положение | Соотношения в плюснефаланговом суставе не нарушены |
| III     | Ригидная деформация (отсутствие пассивных движений)                        | Подвывих или вывих в плюснефаланговом суставе      |